# 松川直弘
松川 直弘（まつかわ なおひろ、1989年(昭和64年)1月2日 - ）は、福井県勝山市出身のバドミントン選手。

## 略歴
福井県立勝山高等学校卒、日本大学出身。以前は日立情報通信エンジニアリングバドミントン部所属していた。座右の銘は「気合攻撃は最大の防御」。

## 主な成績

### 国内試合
- 2000年
  - 全国小学生選手権大会(埼玉県)　シングルス3位
- 2003年
  - 全国中学校大会(北海道)　シングルス2位
- 2005年
  - インターハイ(千葉県)　シングルス3位／ダブルス8強／団体16強
  - 全日本ジュニア選手権大会(徳島県)　シングルス8強
- 2006年
  - 全国高等学校選抜大会(福井県)　団体・ダブルス3位／シングルス8強
  - インターハイ(奈良県)　団体・シングルス3位／ダブルス16強
- 2009年
  - 全日本学生選手権大会(滋賀県)　団体優勝／シングルス8強
- 2010年
  - 全日本学生選手権大会(東京都)　団体3位／シングルス8強
  - 全日本総合選手権大会(東京都)  シングルス16強
- 2011年
  - 全日本社会人選手権大会(愛知県) シングルス8強
- 2012年
  - 日本ランキングサーキット大会(埼玉県)　シングルス16強
  - 全日本社会人選手権大会(北海道)　シングルス16強
- 2014年
  - 全日本社会人選手権大会(福島県)　シングルス16強
- 2015年
  - 日本ランキングサーキット大会(埼玉県)　シングルス4強[2]

### 国際試合
- 2006年
  - アジアジュニアバドミントン選手権大会 シングルス16強